# Шиманово (Мронґовський повіт)
Шиманово (пол. Szymanowo, нім. Siemanowen) — село в Польщі, у гміні Сорквіти Мронґовського повіту Вармінсько-Мазурського воєводства.
Населення — 124 особи (2011).

## Демографія
Демографічна структура станом на 31 березня 2011 року:
|          | Загалом | Допрацездатний вік | Працездатний вік | Постпрацездатний вік |
| -------- | ------- | ------------------ | ---------------- | -------------------- |
| Чоловіки | 64      | 20                 | 38               | 6                    |
| Жінки    | 60      | 19                 | 32               | 9                    |
| Разом    | 124     | 39                 | 70               | 15                   |